# Процес рехабилитације Драгољуба Михаиловића
Процес рехабилитације Драгољуба Драже Михаиловића је судски процес који је покренут од стране Војислава Михаиловића, са захтевом да се смртна пресуда из 1945. године, којим је његов деда Драгољуб Михаиловић осуђен, поништи. Процес је покренут 2006. године пред Вишим судом у Београду, а прво рочиште је одржано тек 2010. године. Виши суд у Београду је 14. маја 2015. године донео решење којим је усвојен захтев за рехабилитацију и осуђујућа пресуда проглашена ништавном.

## Позадина
Генерал Драгољуб Михаиловић је, по капитулацији Краљевине Југославије у Априлском рату, окупио групу југословенских официра, са намером да организује оружани отпор окупатору. Убрзо су му се придружили многи официри, али и добровољци из цивилства, па је тако настао оружани покрет на Равној гори. Југословенска влада у Лондону, заједно са краљем Петром II Карађорђевићем, прогласила је генерала Драгољуба Михаиловића врховним заповедником Југословенске војске у отаџбини и Министром војске. Иако је Михаиловић у почетку имао добре односе са партизанским борцима, које је организовала Комунистичка партија Југославије, ти односи су се погоршали крајем 1941. године. Тада је дошло до идеолошких сукоба два покрета, пошто се Југословенска војска у отаџбини залагала за повратак монархистичког државног уређења након рата, док су комунисти сматрали да је потребно успостављање комунистичке републике. За време рата припадници ЈВуО су уз Михаиловића по наводима оптужнице сарађивали са квислиншким режимом у Србији, Италијанима и Немцима и починили ратне злочине над симпатизерима партизана и несрпским становништвом.
По завршетку Другог светског рата, Комунистичка партија Југославије долази на власт, и отпочиње хапшења свих припадника и заповедника Југословенске војске у отаџбини. У веома брзим процесима, изричу се најстроже мере, а оптужени бивају проглашени кривим за дела издаје и сарадње са окупатором. Генерал Михаиловић је ухапшен 13. марта 1946. године. Његово суђење је почело 10. јуна 1946. године, а он је осуђен на смртну казну 15. јула. Погубљење је извршено два дана касније на непознатој локацији.

## Покретање процеса
Процес рехабилитације генерала Драгољуба Драже Михаиловића покренут је 2006. године, пред Вишим судом у Београду. Покренуо га је Михаиловићев унук Војислав Михаиловић, желећи да се поништи смртна пресуда његовом претку. Захтев за рехабилитацију су, 26. фебруара 2009. године, подржали Српска либерална странка (предвођена српским академиком Костом Чавошким), Удружење припадника Југословенске војске у отаџбини, Удружење политичких затвореника и жртава комунистичког режима, и професор међународног права Смиља Аврамов.
Прво рочиште је одржано 26. септембра 2010. године. Адвокат подносиоца захтева Војислава Михаиловића, је најпре образложио разлог подношења пресуде, а затим је академик Коста Чавошки изјавио да је процес против Драже Михаиловића из 1946. године био првостепени, а да је пресуда била политички мотивисана, зато што окривљени није имао слободу комуникације са својим правним заступником нити право на жалбу на изречену пресуду.
Председавајући судског већа Александар Ивановић је обавестио присутне да ће судско веће расправљати и одлучити о захтеву Ристе Вуковића, припадника Народноослободилачке војске Југославије, који је тражио да буде учесник у поступку. Подносиоци захтева су се успротивили, рекавши да закон о рехабилитацији не предвиђа две стране у пуступку.

## Хронологија
- 17. јун 2011. - Српски покрет обнове је на Ади Циганлији одржао помен генералу Дражи Михаиловићу, поводом 65 година од његовог убиства. На месту за које верују да је ту стрељан Михаиловић, челници СПО-а су положили крст са именом Драже Михаиловића. Делегацију СПО-а су чинили потпредседник и министар вера и дијаспоре Срђан Срећковић, потпредседник Александар Југовић и Александар Чотрић.
- 18. јун 2011. - Након изјава неколико сведока да је Дража Михаиловић стрељан на Ади Циганлији, где се некада налазио затвор, отпочето је анализом терена. Приликом ископавања на Ади Циганлији, пронађено је неколико костију, за које се веровало да припадају посмртним остацима Драже Михаиловића.[3]
- 21. јул 2011. - Српски покрет обнове је организовао помен Дражи Михаиловићу на Ади Циганлији. Вест да су форензичари истог дана установили да кости које су пронађене раније заправо нису људске, Српски покрет обнове је прокоментарисао као ругање жртвама, јер је поред тих костију пронађен и пар полицијских лисица и лула за дуван, како стоји у саопштењу.[4]
- 10. август 2011. - Институт за судску медицину је започео званичну истрагу за посмртним остацима генерала Михаиловића.[5]
- 26. август 2011. - Саоштено је да су истраживачи Института за судску медицину, на Ади Циганлији пронашли седам чаура од метка.
- 27. септембар 2011. - Виши суд у Београду потврдио је да нема доказа о смрти генерала Драгољуба Драже Михаиловића.
- 21. март 2012. - Први основни суд у Београду је објавио оглас, којим позива све који имају неку информацију о смрти генерала Драже Михаиловића, да се јаве у року од 30 дана. Пошто није сачињен никакав документ о егзекуцији Михаиловића 1946. године, Виши суд није у стању да донесе одлуку без потврде о смрти.[6]
- 25. април 2012. - Центар за социјални рад је покренуо поступак именовања старатеља Дражи Михаиловићу, како би поступак о његовој рехабилитацији пред Вишим судом могао да се настави.
- 11. мај 2012. - Настављен је поступак за рехабилитацију Драже Михаиловића пред Вишим судом у Београду. Неки медији су пренели да би тога дана могла бити изречена пресуда, али је суд то одбацио и рекао да се процес наставља.
- 22. јун 2012. - Одржано је ново рочиште у Вишем суду, где је сведочио историчар Бојан Димитријевић. Он је навео да су многа документа са суђења Михаиловићу из 1946. године, заправо фалсификати, и да се из многих докумената немачке војске може видети да су они доживљавали Дражу Михаиловића као лидера покрета отпора. Иако је суд требало да саслуша и историчаре Косту Николића и Веселина Ђуретића, њихово сведочење је одложено за следеће рочиште. Судско веће је саопштило да је примило захтев СУБНОР-а, којим се тражи да на суђењу сведоче Миодраг Зечевић и Бранко Латас.

## Критике процеса рехабилитације
Сам почетак процеса рехабилитације генерала Драгољуба Драже Михаиловића био је праћен у медијима не само у Србији, већ на читавом Балкану. Критике покретања овог процеса су свакодневно пристизале, међу којима је било и подршке и противљења.

### Подршка процесу рехабилитације
На самом почетку процеса, подршку рехабилитацији генерала Михаиловића пружили су: Српска либерална странка, Удружење припадника Југословенске војске у отаџбини, Удружење политичких затвореника и жртава комунистичког режима, као и српски интелектуалци међу којима су професор Коста Чавошки и др Смиља Аврамов.
У емисији „Да можда не“ на Радио-телевизији Србије, 22. марта 2012. године, гости су били:
1. Горан Деспотовић, члан Савеза антифашиста Србије
2. Слободан Хомен, државни секретар Министарства правде
3. Бојан Димитријевић, историчар
4. Иво Голдштајн, историчар (јавио се видео линком из Загреба).

Хомен је изјавио да генерал Михаиловић није био ратни злочинац нити сарадник окупатора, са чим се сложио и историчар Бојан Димитријевић који је то све аргументовао документима из Другог светског рата. Са друге стране, Деспотовић и Голдштајн су изјавили да је Михаиловић био сарадник окупатора.
Уредници емисије су обавили разговор са рукоковдствима парламентарних политичких партија у Србији, и затражили њихово мишљење да ли Дража Михаиловић треба да буде рехабилитован. Потврдно су одговорили само из Српског покрета обнове и Српске радикалне странке.
Такође, уредници емисије су обавили и неколико анкета грађана:
- Да ли се Дража Михаиловић у Другом светском рату борио против окупатора или је сарађивао са њим ?[7]

| Борио се против окупатора | Сарађивао је са њим | И борио се и сарађивао | Не знам |
| ------------------------- | ------------------- | ---------------------- | ------- |
| 31,2%                     | 16,6%               | 8,8%                   | 43,4%   |

- Ко је био већи непријатељ Дражи Михаиловићу и четницима: немачки окупатори или партизани ?[7]

| Немачки окупатори | Партизани | Подједјанко и једни и други | Ни једни ни други | Не знам |
| ----------------- | --------- | --------------------------- | ----------------- | ------- |
| 26,3%             | 32,0%     | 9,0%                        | 1,0%              | 31,7%   |

- Да ли сте за то да суд рехабилитује генерала Дражу Михаиловића ?[7]

| Да    | Можда | Не    | Не знам |
| ----- | ----- | ----- | ------- |
| 43,3% | 6,1%  | 15,6% | 34,9%   |

- Да ли држава треба да пронађе гроб Драже Михаиловића ?[7]

| Да    | Можда | Не   | Не знам |
| ----- | ----- | ---- | ------- |
| 68,2% | 5,2%  | 8,6% | 18,0%   |

Међу онима који су пружили подршку рехабилитацији Драже Михаиловића, био је и српски историчар Јован Пејин. У разговору за Хрватску радиотелевизију (ХРТ), 19. марта 2012. године, Пејин је истакао да Михаиловић није био злочинац и сарадник окупатора. Том приликом је ушао у вербални сукоб са неколико историчара из Хрватске, такође гостију у емисији, који су тврдили супротно. Негирао је тврдње хрватских историчара о „четничким злочинама у Далмацији“, и позивао се на италијанска документа која сведоче о стравичним злочинима над српским народом које су починили припадници усташког покрета и политичко вођство Независне Државе Хрватске.
Подршку рехабилитацији пружиле су и организације:
1. Двери српске - које су организовале велику едукативну трибину о улози генерала Драже Михаиловића у Балканским ратовима, Првом и Другом светском рату
2. Отачаствени покрет Образ - чији су чланови одлазили на протесте подршке.

### Противљење процесу рехабилитације
Процесу рехабилитације генерала Михаиловића успротивиле су се многе невладине организације у Србији. Међу њима су Нови комунистички покрет Југославије, СКОЈ, Жене у црном, Анархосиндикалистичка иницијатива и др. Ове организације су организовале протесте против рехабилитације генерала Михаиловића, испред зграде Вишег суда у времену заказаном за почетак рочишта. Један од таквих протеста организован је 22. јуна 2012. године.
Поред домаћих, пристигле су и међународне реакције на процес рехабилитације Драже Михаиловића. Док су министар спољних послова Хрватске Весна Пусић, председник Владе Хрватске Зоран Милановић и председник Републике Хрватске Иво Јосиповић оштро осуђивали процес рехабилитације Драже Михаиловића, наводећи да је он био ратни злочинац, сарадник окупатора, и да сваки покушај његовог рехабилитовања представља процес фашизације Србије, Хрватска демократска заједница је затражила повлачење хрватског амбасадора из Београда.

## Одлука
14. маја 2015. године Виши суд у Београду усвојио је захтев за рехабилитацију и поништио пресуду којом је генерал Михаиловић 15. јула 1946. године био осуђен на смрт, а два дана касније стрељан. Пресуда Врховног суда ФНРЈ у делу који се односи на Михаиловића проглашена је ништавном, као и све њене правне последице.
Судија Александар Трешњев том приликом је изјавио: "Драгољуб Михаиловић сматра се неосуђиваним", након чега је добио буран аплауз и поздраве публике. Суд је утврдио да је спорна пресуда донета у незаконитом процесу из политичких и идеолошких разлога. Одлука суда је коначна и не постоји право жалбе.